# Lo Mein
«Lo Mein» — песня американского рэпера Lil Uzi Vert. Она была выпущена 6 марта 2020, как второй трек со второго студийного альбома Eternal Atake. Песня достигла 8 места в чарте Billboard Hot 100.

## История
Сообщается, что трек был записан во время перестрелки Nerf. Трек семплирует песню Фьючера «The Percocet & Stripper Joint».

## Критический приём
Дилан Грин из DJBooth неоднозначно отреагировал на песню, заявив, что, хотя в песне был «плавный переход, синтезаторы с азиатским звучанием звучат ужасно», и сказал, что некоторые моменты похожи на «энергию Nav».

## Коммерческий успех
Песня дебютировала под номером восемь в чарте Billboard Hot 100, это сделало её третьей самой успешной песней с альбома Eternal Atake (первой и второй являются «Futsal Shuffle 2020» и «Baby Pluto»).

## Чарты
| Чарт (2020)                           | Высшая позиция |
| ------------------------------------- | -------------- |
| Австралия (ARIA)                      | 85             |
| Канада (Billboard Canadian Hot 100)   | 34             |
| Новая Зеландия (RMNZ)                 | 5              |
| США (Billboard Hot 100)               | 8              |
| США (Billboard Hot R&B/Hip-Hop Songs) | 6              |
| США (Billboard Hot Rap Songs)         | 5              |
| США Rolling Stone Top 100             | 3              |

## Сертификации
| Регион | Сертификация | Продажи |
| --- | ------------ | ------- |
| США (RIAA) | Золотой      | 500 000 |
| * Данные о продажах приведены только на основе сертификации. ^ Данные о тиражах приведены только на основе сертификации. |              |         |